# Bujor (okręg Dolj)
Bujor – wieś w Rumunii, w okręgu Dolj, w gminie Vârvoru de Jos. W 2011 roku liczyła 147 mieszkańców.